# Dynastia Zague
Dynastia Zague – dynastia władców, rządzących w latach od ok. 1137 r. do 1270  królestwem, istniejącym na terenie znacznej części dzisiejszej Etiopii, nazywanym niekiedy - od nazwy dynastii - Zague. Ostatni król Zague Za-Ilmaknun został zabity przez wojska Yekubo Amlaka. Nazwa dynastii pochodzi z języka gyyz i oznacza po prostu dynastia ludu Agawów. Najbardziej znanym królem z dynastii był Gebre Meskel Lalibela, któremu przypisana jest budowa kościołów Lalibeli.

## Historia
Około 960 r.n.e. królowa Gudit zniszczyła pozostałości królestwa Aksum. Przez 40 lat władała resztkami Aksum przekazując władzę swoim potomkom. Zgodnie z lokalną etiopską tradycją ostatni jej potomek został usunięty z tronu w 1137 roku przez Mara Takla Haymanot. Poślubił on córkę ostatniego króla Aksum, Dylnead, skupiając władzę nad Etiopią w rękach Agawów.
Czas rządów dynastii Zague jest wciąż okryty niewiedzą. Nawet liczba królów z tej dynastii jest trudna do ustalenia. Część źródeł (jak Kroniki Paryskie i manuskrypty Bruce'a 88, 91 i 93) podają imiona jedenastu królów, którzy rządzili 354 lata. Inne (w tym księga, którą Pedro Páez i Manuel de Almeida widzieli w Aksum podaje tylko pięciu królów, którzy rządzili 143 lata. Paul B. Henze informował o istnieniu przynajmniej jednej listy zawierającej 16 imion.
Według Carlo Conti Rossiniego to krótsza lista jest bardziej wiarygodna, gdyż zgodnie z listem otrzymanym przez patriarchę Aleksandrii papieża Jana V krótko przed 1150 r. od nieznanego z imienia etiopskiego władcy, w którym to pyta on Patriarchę o nowego abuna, gdyż obecny posiadacz tego tytułu jest zbyt stary. Nadawcą listu wydaje się Mara Takla Haymanot, który chciał zmiany abuna, bo pragnął pozbyć się poprzedniej dynastii.
Największą zagadką jest zamiana dynastii na dynastię salomońską przez Yekuno Amlaka. Imię ostatniego króla Zague jest nieznane - kroniki i ustna tradycja przekazuje jego imię jako Za-Ilmaknun, które znaczy Nieznany lub Ukryty, co było częścią polityki Damnatio memoriae prowadzonej przez zwycięską dynastię salomońską. Taddesse Tamrat wierzy, że ostatnim władcą był Yetbarak. Koniec dynastii nadszedł, gdy Yekuno Amlak, który ogłosił się potomkiem i prawowitym następcą Dil Na'od, działając pod wpływem św. Tekle Haymanot lub św. Iyasus Mo'a ścigał ostatniego króla Zague i zabił go w kościele św. Qirqos w Gaynt, na północnym brzegu rzeki Bashilo.